# 유즐동물
유즐동물(有櫛動物, 단수형 ctenophore, comb jelly)은 유즐동물문 동물의 총칭으로 해양 무척추동물들이다. 유즐동물은 빗해파리류라고도 불린다. 감투빗해파리, 추억빗해파리, 풍선빗해파리, 넓적빗해파리 등이 알려져 있다. 이름에 '해파리'라는 명칭이 붙어 있지만, 자포동물에 속하는 해파리류와는 다른 그룹이다. 모든 종이 바다에 살고 있으며, 일부를 제외하고는 플랑크톤 생활을 하는 동물이다. 열대에서 극지방 지방까지, 그리고 연안에서 심해까지 여러 가지 환경에 살고 있으며 세계에 100~150여종 정도가 알려져 있다.

## 하위 분류
- 유촉수강(Tentaculata)
  - 맹장빗해파리아강(Typhlocoela)
  - Cyclocoela
- 무촉수강(Nuda)
  - 오이빗해파리목(Beroida)